# Радочини
Радо́чини — село в Україні, в Омельницькій сільській громаді Кременчуцького району Полтавської області. Населення становить 250 осіб.

## Географія
Село Радочини знаходиться на берегах річки Сухий Омельник, вище за течією на відстані 0,5 км розташоване село Яремівка, нижче за течією примикає село Демидівка. Річка в цьому місці пересихає, на ній зроблена загата.